# Irving Glassberg
Irving Glassberg (* 1. Oktober 1906 in Warschau, Russisches Kaiserreich; † 9. September 1958 in Los Angeles) war ein russisch-polnisch-stämmiger US-amerikanischer Kameramann.

## Leben und Wirken
Glassberg kam bereits als Kind in die Vereinigten Staaten und erlernte in Hollywood sein fotografisches Handwerk in den ausgehenden 1920er Jahren. Mit Anbruch des Tonfilmzeitalters, zu Beginn der 1930er Jahre, ist Glassberg erstmals als Kameraassistent im Dienste der First National Pictures nachweisbar. 1931 wechselte er zu Warner Bros. und war in selbiger Funktion beim legendären Gangsterfilmklassiker Der öffentliche Feind mit James Cagney tätig. Im Jahr darauf ließ man Glassberg bei The Midnight Patrol erstmals als mitverantwortlichen Kameramann an der Bildgestaltung eines Films beteiligen. 1935 rückte Irving Glassberg zum einfachen Kameramann (sog. camera operator) auf und blieb in dieser Position bis in die frühe Nachkriegszeit. 
Erst seit der Vollendung seines 40. Lebensjahrs konnte Irving Glassberg regelmäßig als Chefkameramann Filme fotografieren. Sein verbleibendes Lebensjahrzehnt drehte der gebürtige Warschauer im Auftrag der Universal International Pictures eine Fülle von B-Pictures (54 Filme in nur zwölf Jahren!), vor allem Western, aber auch Krimis, Abenteuergeschichten sowie Dramen, jedoch kaum Komödien. Zu seinen bekanntesten Arbeiten zählen Anthony Manns Westernklassiker Meuterei am Schlangenfluß mit James Stewart, der Ritterfilm Der eiserne Ritter von Falworth, die Schauergeschichte Hinter den Mauern des Grauens mit Charles Laughton und Boris Karloff sowie das Douglas-Sirk-Melodram Duell in den Wolken. 
Noch in seinem Todesjahr 1958 wechselte Glassberg zu der winzigen Firma Canon Productions. Glassberg starb, noch keine 52 Jahre alt, inmitten der Dreharbeiten zu dem Canon-Kriminalfilm In den Klauen der Unterwelt; seine erst im August 1959 uraufgeführte Arbeit wurde vom Kollegen Philip H. Lathrop zu Ende gebracht.

## Filmografie
- 1946: Eine Falle für den Banditen (Bad Bascomb) (zweite Kamera)
- 1947: Das Netz (The Web)
- 1948: Die schwarze Maske (Black Bart)
- 1948: Casbah – Verbotene Gassen (Casbah)
- 1948: Rivalen am reißenden Strom (River Lady)
- 1948: Betrug (Larceny)
- 1949: Die rote Schlucht (Red Canyon)
- 1949: Rebellen der Steppe (Calamity Jane and Sam Bass)
- 1949: Arctic Manhunt
- 1949: Schwert in der Wüste (Sword in the Desert)
- 1949: Die Geschichte der Molly X (The Story of Molly X)
- 1949: Tödlicher Sog (Undertow)
- 1950: Francis, ein Esel – Herr General (Francis)
- 1950: I Was a Shoplifter
- 1950: Spy Hunt
- 1950: Ohne Skrupel (Shakedown)
- 1950: Reiter ohne Gnade (Kansas Raiders)
- 1950: Ins Leben entlassen (Outside the Wall)
- 1951: Die Diebe von Marschan (The Prince Who Was a Thief)
- 1951: Die Höhle der Gesetzlosen (Cave of Outlaws)
- 1951: Hinter den Mauern des Grauens (The Strange Door)
- 1952: Meuterei am Schlangenfluß (Bend of the River)
- 1952: Sein großer Kampf (Flesh and Fury)
- 1952: Schüsse in New Mexico (The Duel at Silver Creek)
- 1952: Das schwarze Schloß (The Black Castle)
- 1953: Gefährliches Blut (The Lawless Breed)
- 1953: Die Welt gehört ihm (The Mississippi Gambler)
- 1954: Die Teufelspassage (Border River)
- 1954: Ritt mit dem Teufel (Ride Clear of Diablo)
- 1954: Der eiserne Ritter von Falworth (The Black Shield of Fallworth)
- 1955: Wenn die Ketten brechen (Captain Lightfoot)
- 1955: Die purpurrote Maske (The Purple Mask)
- 1955: Vom Teufel verführt (The Rawhide Years)
- 1956: Schonungslos (The Price of Fear)
- 1956: Das Geheimnis der fünf Gräber (Backlash)
- 1956: Du oder ich (Outside the Law)
- 1956: Schüsse peitschen durch die Nacht (Showdown at Abilene)
- 1956: Wem die Sterne leuchten (Four Girls in Town)
- 1957: Die Rose von Tokio (Joe Butterfly)
- 1957: Duell in den Wolken (The Tarnished Angels)
- 1957: Die letzte Kugel (Day of the Badman)
- 1957: Das ist Musik (The Big Beat)
- 1958: Immer Ärger mit den Frauen (The Lady Takes a Flyer)
- 1958: Hart am Wind (Twilight for the Gods)
- 1958: Die Kaninchenfalle (The Rabbit Trap)
- 1959: In den Klauen der Unterwelt (Cry Tough)

## Einzelnachweis
1. ↑  Laut California Death Index. Die andernorts zu lesenden Geburtsdaten „1. Oktober 1903“ (IMDb) und „19. Oktober 1906“ (engl. und franz. Wikipedia) sind demzufolge nicht zutreffend.

| Personendaten    | Personendaten                                            |
| ---------------- | -------------------------------------------------------- |
| NAME             | Glassberg, Irving                                        |
| KURZBESCHREIBUNG | russisch-polnisch-stämmiger US-amerikanischer Kameramann |
| GEBURTSDATUM     | 1. Oktober 1906                                          |
| GEBURTSORT       | Warschau, Russisches Kaiserreich                         |
| STERBEDATUM      | 9. September 1958                                        |
| STERBEORT        | Los Angeles                                              |